# 坎頓 (堪薩斯州)
坎頓（英語：Canton）是一個位於美國堪薩斯州麥克弗森縣的城市。

## 地方資料
根據2020年美國人口普查的數據，坎頓的面積為1.29平方千米，當中陸地面積為1.29平方千米，而水域面積為0.00平方千米。當地共有人口685人，而人口密度為每平方千米531.01人。